# Sigisbert Mitterer
Sigisbert Mitterer OSB, geboren Anton Mitterer (* 20. Juli 1891 in Gars am Inn, Oberbayern; † 1. September 1968 in München) war ein deutscher Geistlicher und der zweite Abt der Benediktinerabtei Schäftlarn.

## Leben
Als Anton Mitterer geboren, legte er seine Profess am 12. September 1912 ab und nahm den Ordensnamen Sigisbert an. Seine Priesterweihe erhielt er am 29. Juni 1916.
Als Sigisbert Mitterer wurde am 4. April 1929 zum zweiten Abt der Benediktinerabtei Schäftlarn gewählt und empfing am 20. Mai 1929 durch Kardinal Michael von Faulhaber die Benediktion, umgangssprachlich „Abtweihe“. Er amtierte bis 1963 und war von 1936 bis 1939 sowie 1946 bis 1958 Abtpräses der Bayerischen Benediktinerkongregation.
Als Ordenshistoriker hat er zwei umfassende Werke zum Kloster Schäftlarn veröffentlicht. 
Er war Ehrenmitglied der katholischen Studentenverbindung KBStV Rhaetia München.

## Auszeichnungen
- 1953 Großes Bundesverdienstkreuz
- 1959 Bayerischer Verdienstorden

## Schriften
- Die bischöflichen Eigenklöster in den vom Hl. Bonifazius 739 gegründeten bayerischen Diözesen, Oldenbourg München 1929 (Dissertationsschrift)
- Festpredigt beim vormittägigen Gottesdienst zum 1400jährigen Jubiläum des Todes des heiligen Benedikt am 13. Juli 1947 zu Schäftlarn, Schäftlarn 1947 (Universitätsbibliothek Eichstätt)
- (Herausgeber:) 1200 Jahre Kloster Schäftlarn 762–1962. Blätter zum Gedächtnis. Seitz, München und Selbstverlag der Abtei Schäftlarn, Schäftlarn 1962
- Die ersten 100 Jahre der 1866 wiedererrichteten Benediktinerabtei Schäftlarn, Kloster Schäftlarn 1966